# Mihai Grecu
Mihail Grecu (22 de noviembre de 1916–9 de abril de 1998) fue un pintor moldavo de Besarabia, considerado el fundador del modernismo plástico besarabense y uno de los impulsores de la formación de la Escuela Nacional de Pintura, junto con Mihai Petric y Valentina Rusu-Ciobanu.
Grecu fue considerado un innovador y una personalidad compleja y talentosa que revolucionó las bellas artes en la República de Moldavia y en el espacio exsoviético, manteniéndose, al mismo tiempo, en el terreno fértil de la tradición moldava. Considerado como un colorista apasionado y buscador de armonías novedosas, su pintura destaca también por las innovaciones tecnológicas que incorporó, como el uso del collage, tintes fluorescentes y efectos metálicos.  Sus pinturas Ospitalitate, Recruții, Zi de toamnă, Cina în câmp, Moara veche și Fetele din Ceadâr-Lunga han entrado en la colección de oro de la pintura moldava. Es autor de un gran número de pinturas en importantes museos de la antigua Unión Soviética, incluida la Galería Tretiakov.
Logró preservar los cimientos del arte en la creación moldava. Poseía un temperamento alegre, le cautivaba las armonías cromáticas, la lógica de cada pintura, derivada de la relación entre tonos cálidos y fríos, así como de las formas realzadas por los juegos de sombra y luz. La obra del pintor Mihail Grecu se distingue por sus innovaciones tecnológicas, como el collage, los tintes fluorescentes o acrílicos, diferentes tipos de betún, pigmentos metálicos como el «bronce» y el «aluminio». Experimentos técnicos con colorantes modernos le permitieron descubrir las posibilidades del material y profundizar en la relación entre forma y materia.
Formado en el ámbito cultural moldavo, Mihail Grecu se mantuvo fiel a la tradición pictórica Moldavia. Fue un modelo para varias generaciones de pintores, y su estudio sirvió de escuela para varios artistas besarabios, como Andrei Sârbu, Andrei Mudrea, Dumitru Peicev, Lurie Platon  entre otros.

## Educación

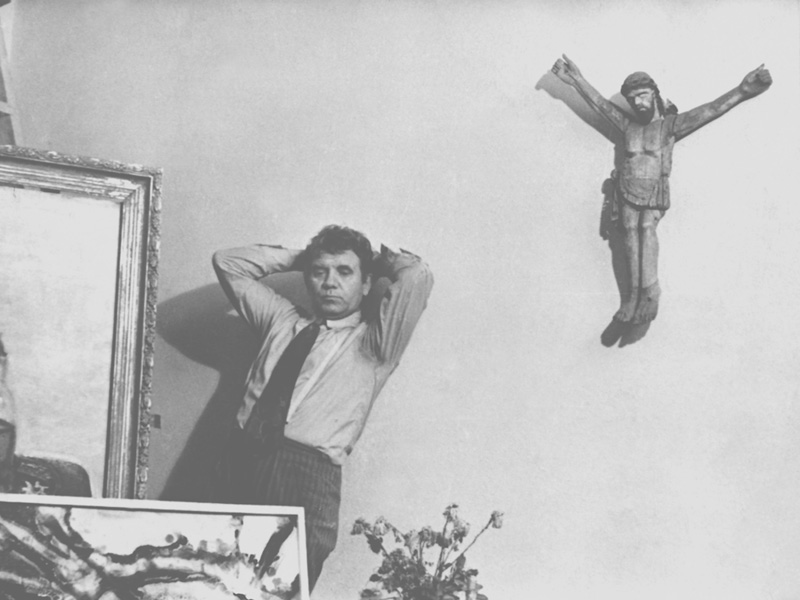
En su estudio, década de 1970

Creció en el pueblo de Tașlâc, en el sur de Besarabia, Imperio ruso. Estudió en la escuela normal de Cetatea Albă, teniendo como profesor de dibujo a Nicolae Ţane, donde también expuso sus primeras obras. Tras recibir el Gran Premio de la Juventud Artística de Rumanía, en 1935 participó en campamentos creativos en Baia Mare y Balchik, donde conoció a Nicolae Tonitza, Lucian Grigorescu y Henri Catargi. Entre 1937 a 1940 estudió en la Academia de Bellas Artes de Bucarest, en el taller de Francisc Șirato. Posteriormente, entre 1940-1946, continuó sus estudios en la Escuela de Bellas Artes «I. Repin» —actualmente Colegio Republicano de Bellas Artes «Alexandru Plămădeală»—  en Chisináu, en el taller de Moisei Gamburd (1940). Entre 1947 y 1948, asistió a clases de pintura en la Escuela de Artes, taller de Ivan Hazov, Chisináu. Durante la Segunda Guerra Mundial, fue evacuado a Uralsk, Kazajistán (1941-1944), donde creó su primera obra, Maternitate (1943).

## Actividad artística

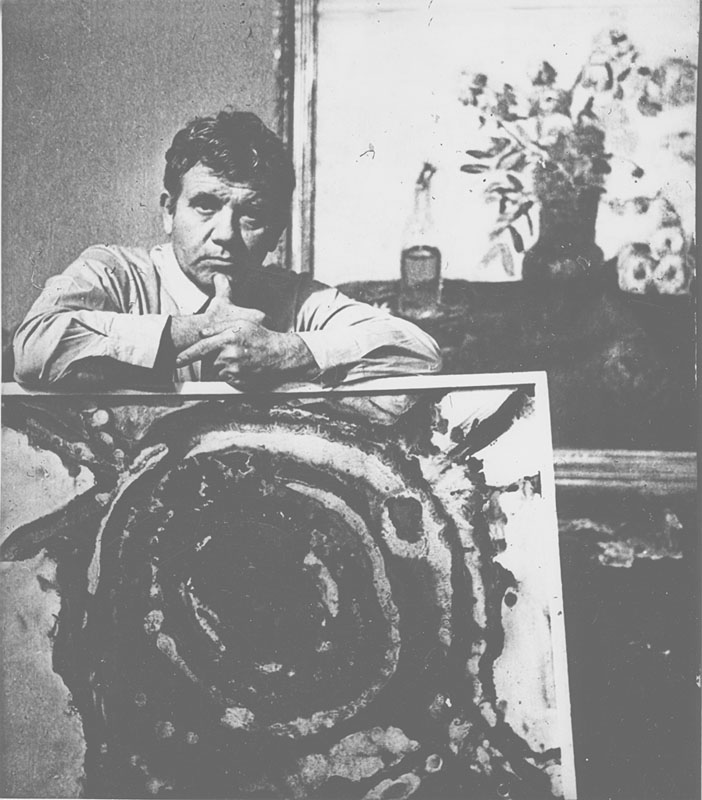
En el taller, década de 1970

En 1957 participó en sus primeras exposiciones nacionales e internacionales. Su obra se distinguió por tres periodos artísticos claramente diferenciados. El primero abarca los años 1950-1960 y se caracteriza por la adquisición de un lenguaje plástico profesional en el dibujo, la composición y cromatismo colorístico. El segundo, desarrollado entre 1960 y 1975, refleja los experimentos con el cromatismo decorativo. El tercer periodo representa un creciente interés por los nuevos materiales y el collage; al mismo tiempo aborda las tradiciones del arte popular a través del prisma del simbolismo del mensaje. Entre las obras más famosas del primer período se encuentran Femeie cu broboadă galbenă (1956), Portretul lui Gh. Dimitriu, Natură statică cu pești și Țăran cu pălărie (1957).
Después de 1960, la pintura del maestro se caracterizaba por un decorativismo profundo, calificado por los ideólogos de la época como «influencias formalistas y burguesas», lo que llevó a que su exhibición estuviera prohibida en las exposiciones republicanas. 

En la actualidad, los lienzos Fetele din Ceadâr-Lunga (1959-1960), Recruții (1965) y el tríptico Istoria unei vieți forman parte del «fondul de aur» del arte nacional. 
Siendo una personalidad de la cultura europea, Grecu abandonó, en la pintura, a partir de 1975, el colorido decorativo y profundo de su pintura, optando por nuevas técnicas y pigmentos producidos industrialmente. Así, en numerosas obras de este período utilizó barnices, pinturas sintéticas y técnicas de collage (Tragica Veneție, 1970; In memoriam, 1974; Geneză, Vulcan, 1977; Masă de piatră, 1976; Poarta strămoșilor, 1977; Luna la Butuceni, 1979; Toamna aurie, 1984 entre otras.).
Realizó numerosas exposiciones individuales en la RSFSR (1971, 1989, 1973, 1975, 1989), la RSS de Azerbaiyán (1965), la RSS de Ucrania (1965, 1968, 1980), la RSS de Lituania (1971), la RSS de Letonia y la RSS de Estonia (1968), Rumania (1992, 1999) y en Chisináu (1966, 1969, 1977, 1986, 1992, 1996, 2001). 

### Exposiciones individuales

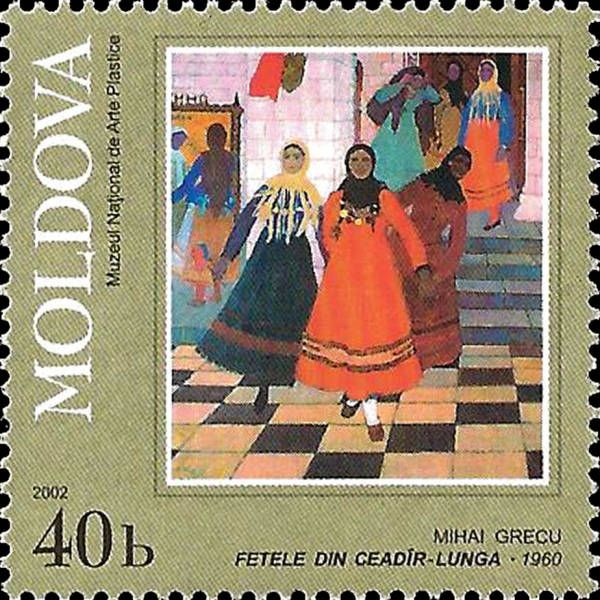
Una pintura de Mihai Grecu en un sello moldavo

| Año  | Lugar(es)                            | País       |
| ---- | ------------------------------------ | ---------- |
| 1935 | Cetatea Albă (Bélgorod del Dniéster) | Ucrania    |
| 1965 | Bakú                                 | Azerbaiyán |
| 1968 | Tallin, Tartu                        | Estonia    |
| 1968 | Riga, Liepāja                        | Letonia    |
| 1973 | Vilnius                              | Lituania   |
| 1989 | Kiev                                 | Ucrania    |
| 1992 | Bacău, Bucarest                      | Rumania    |
| 1992 | Chișinău                             | Moldavia   |
| 1996 | Chișinău                             | Moldavia   |
| 1997 | Chișinău                             | Moldavia   |

### Exposiciones grupales
| Año  | Lugar(es)                       | País / Región |
| ---- | ------------------------------- | ------------- |
| 1957 | Chisináu                        | Moldavia      |
| 1957 | Moscú                           | RSFSR (Rusia) |
| 1966 | Riga                            | Letonia       |
| 1973 | Cheliábinsk, Kostromá, Smolensk | RSFSR (Rusia) |
| 1973 | Chernivtsi, Vinnytsia           | Ucrania       |
| 1983 | Moscú                           | RSFSR (Rusia) |
| 1986 | Chisináu                        | Moldavia      |
| 1986 | Moscú                           | RSFSR (Rusia) |

## Premios y Distinciones

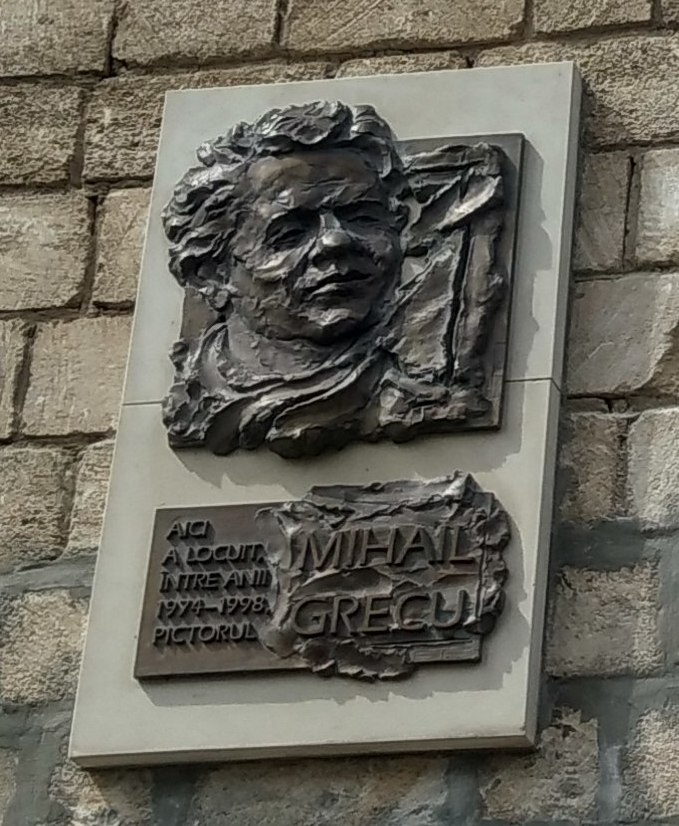
Placa conmemorativa en la pared de la casa donde vivió desde 1974 hasta su muerte, en el sector de Rîșcani de Chișinău.

Mihail Grecu recibió los siguientes premios:
| Año  | Distinción / Premio                                                                       |
| ---- | ----------------------------------------------------------------------------------------- |
| 1945 | Fue miembro de la Unión de Artistas Plásticos de la MSSR.                                 |
| 1966 | Medalla de Oro de la EREN de la URSS por maestría pictórica                               |
| 1970 | Medalla de Oro de la EREN de la URSS por el tríptico Historia de una vida                 |
| 1972 | Título de “Hombre Emérito de las Artes” de la RSS de Moldavia                             |
| 1978 | Premio Estatal de la RSS de Moldavia                                                      |
| 1987 | Título de “Artista del Pueblo” de la RSS de Moldavia                                      |
| 1990 | Laureado del Premio Estatal                                                               |
| 1991 | Gran Premio del Ministerio de Cultura de Rumania por el cuadro Homenaje a los antepasados |
| 1992 | Miembro de honor de la Academia de Ciencias de Moldavia                                   |
| 1992 | Orden de la República de Moldavia                                                         |